# Naufragiații de pe Jonathan
Naufragiații de pe Jonathan (în franceză Les Naufragés du « Jonathan ») este un roman scris de Jules Verne și publicat în 1909. O primă variantă nepublicată a fost scrisă de Jules Verne în 1897 sub denumirea En Magellanie, apoi, după moartea sa din 1905, fiul său a rescris romanul și l-a editat în 1909. Acțiunea se petrece pe insula Hoste, între 1881 și 1893, în apropierea Capului Horn și descrie naufragiul a o mie de persoane pe această insulă. Omul care îi salvează, Kav-gerul, devine conducătorul lor, ajutându-i în timpul fiecărei crize prin care trec.

## Intriga
Retras în insulele Magelaniei pentru a scăpa de nedreptatea oprimării sociale, Kav-gerul ajută triburile indiene care trăiesc fără stăpân. Soarta lui are însă parte de o schimbare majoră odată cu întâlnirea vasului Jonathan, aflat în derivă fără echipaj dar cu mulți pasageri la bord, pe care îl ajută se naufragieze în siguranță pe insula Hoste. Pasagerii, care se îndreptau spre Africa pentru a deveni coloniști, decid să își încerce norocul pe această insulă.
Nu trece multă vreme și încep luptele pentru putere, iar acestea, împreună cu lipsa de organizare, duc la foamete, boli, moarte și lupte sângeroase. Când totul pare pierdut, iar gloata se reduce la o turmă violentă, Kav-gerul acceptă să își încalce principiile și să se așeze în fruntea ei, călăuzind-o. Efectele benefice nu întârzie să se vadă, așezările insulei devenind prospere. Se stabilesc relații diplomatice și comerciale cu alte țări și, în afara unor mici tulburări create de unii indivizi izolați care ar vrea să trăiască pe spinarea altora și a unei invazii a indienilor patagonezi - ambele rezolvate, nimic nu pare să tulbure bunul mers al lucrurilor. Kav-gerul este chiar pe punctul de a-și îndeplini un vis, acela de a amplasa un far pe insula Horn, care să ajute corăbiile ce trec dintr-un ocean în celălalt.
Convins că a făcut tot ce era necesar pentru a pune această societate pe drumul cel bun, Kav-gerul se pregătește să se retragă din poziția sa, când este nevoit să se confrunte cu o nouă problemă: pe insulă sunt descoperite filoane importante de aur. Acestea atrag zeci de mii de prospectori din întreaga lume, majoritatea oameni brutali, fără căpătâi, care aduc haosul și teroarea pe insulă. Cu mari eforturi, Kav-gerul reușește să depășească și acest obstacol, doar pentru a se confrunta cu un altul: statul Chile dorește să anexeze micul stat insular, pentru a-și însuși bogățiile aurifere.
Kav-gerul, care se dovedește a fi un membru al unei importante familii regale europene, reușește să evite cu diplomație un război pe față, apoi se retrage pe insula Horn pentru a păzi farul care reprezenta visul său de o viață, dărâmat de eșecul ideologiei pe care ideologia sa anarhistă l-a înregistrat în fața mulțimilor de oameni dornice doar să conducă sau să fie conduse.

### Capitolele cărții
| - I - Guanacul - II - O existență misterioasă - III - Sfârșitul unei țări libere - IV - Pe coastă - V - Naufragiații - I - Pe uscat - II - Prima lege - III - La Baia Scotchwell - IV - Iernarea - V - Se zărește o corabie - VI - Liberi! - VII - Prima copilărie a unui popor - VIII - Halg și Sirk - IX - A doua iarnă - X - Sânge! - XI - Un șef | - I - Primele măsuri - II - Cum se naște un oraș - III - Atentatul - IV - În peșteri - V - Un erou - VI - Timp de optsprezece luni - VII - Invazia - VIII - Un trădător - IX - Patria hosteliană - X - După cinci ani - XI - Goana după aur - XII - Jaful - XIII - O zi - XIV - Abdicarea - XV - Singur! |

## Elementele operei

### Nava Jonathan
Este un cliper mare care transportă o mie pionieri originari din Europa, America de Nord și Japonia către Africa. Cea mai mare parte a echipajului a pierit în furtuna care a precedat naufragiul, dar, sub supravegherea Kav-gerului, pionierii reușesc să recupereze de la bordul navei tot materialul necesar.
Puținii membri ai echipajului rămași în viață sunt obișnuiți să asculte ordine, nu să îi conducă pe alții, ceea ce provoacă probleme când vine vorba de organizarea coloniștilor pe insulă. Între coloniști se conturează repede o facțiune socialistă, condusă de francezul Ferdinand Beauval, și una comunistă, condusă de americanul Lewis Dorick, aflate mereu în conflict între ele și cu restul cetățenilor. Câțiva dintre coloniști sunt suficient de determinați să înceapă o nouă viață pentru a reuși să ajungă la o oarecare prosperitate, alții se îmbogățesc exploatându-i pe cei mai slabi, în timp ce marea masă a pionierilor se comportă ca o turmă, mânată într-o parte sau în alta de interesele celor puternici, incapabilă să își poarte singură de grijă și așteptând mereu minuni din partea celor care se postează în fruntea sa.

### Personajul Kav-ger: anarhist și guvernator al insulei
Personajul acesta dispune de o autoritate naturală; în rarele cazuri în care aceasta nu este de ajuns, forța fizică îi este suficientă pentru a triumfa fără violență. O singură dată este nevoie de șansă: atunci când se încearcă asasinarea sa printr-un atentat cu bombă, eveniment împiedicat de ploaie.
Anarhist convins, refuză să preia puterea, dar acest lucru îi este cerut tot mai imperios de populație, pe măsură ce lucrurile iau o turnură tot mai tragică. Aparține unei familii regale europene, dar este partizan al devizei "Nici Dumnezeu, nici stăpân" și își părăsește mediul de origine pentru a se retrage în punctul extrem al Americii de Sud, arhipelagul Țării de Foc. El devine salvatorul indienilor în fața asupritorilor și, în ciuda izolării pe insula Hoste, beneficiază încă de averea sa și de influență în țările de origine. Convingerile sale duc la eliberarea matelotului Kennedy atunci când întreaga populație a insulei dorește moartea acestuia.
Se poate ca personajul să fi fost inspirat de:
- Arhiducele Johann Salvator din Casa de Habsbourg-Toscana (cunoscut și sub numele de Johann Orth): după drama de la Mayerling, s-a crezut că a dispărut într-un naufragiu în 1890, apoi a trecut prin Punta Arenas și a explorat mai multe insule estice din arhipelagul Țării de Foc.
- Piotr Kropotkin (1842-1921), prinț rus, anarhist și explorator al peninsulei scandinave.

### Finalul cărții, în versiunea lui Jules Verne
În prefața sa la Familia fără nume, Francis Lacassin indică faptul că Jules Verne ar fi imaginat un cu totul alt final pentru roman, în care Kav-gerul ar fi fost puternic influențat de doi preoți catolici.

### Goana după aur
După descoperirea aurului pe insula Hoste, Kav-gerul devine imediat conștient de consecințele funeste ale acestei întâmplări. Această porțiune a romanului amintește de un personaj istoric: John Sutter, milionarul care punea bazele așezării Sacramento și care a fost ruinat de descoperirea aurului pe unul dintre terenurile sale din California, pe 24 ianuarie 1848. 
Jules Verne vorbește despre febra aurului și în alte două romane, publicate după moartea sa: Goana după meteor și Vulcanul de aur.

### Cei doi orfani, Dick și Sand
În cea mai mare parte a cărții sunt copii, fideli unul altuia și Kav-gerului. Dick este șeful și protectorul lui Sand și arată uneori o latură egoistă. În portretizarea celor doi apar câteva urme de umor, dar cartea nu conține umorul obișnuit al lui Jules Verne.
Sand se sacrifică pentru a-și apăra prietenul, pierzându-și picioarele, lucru pe care îl acceptă cu curaj. Partea aceasta amintește mai mult de o pagină scrisă de Contesa de Ségur decât de Jules Verne. Dick este afectat de sacrificiul prietenului său, îmbolnăvindu-se grav.
La maturitate, Sand devine violonist și șef de orchestră, în timp ce Dick este pregătit cu succes de Kav-ger pentru a-i deveni succesor.

### Familia Ceroni: un tată alcoolic și o idilă între o albă și un indian fuegian
Lazare Ceroni este un bețiv care își cheltuiește toți banii pe băutură și care își bate soția, Tullia, până în momentul în care intervine Kav-gerul; soția îi rămâne alături nu de frică, ci din devotament…
Fiica lor, Graziella, are 16 ani la începutul cărții. Fiul adoptiv al Kav-gerului, Halg, un indian fuegian, se îndrăgostește de ea. Kav-gerul nu spune nimic, dar este convins că uniunea aceasta dintre o albă și un fuegian nu prea are șanse de reușită. Un alt naufragiat, Sirk, îi furnizează lui Lazare Ceroni alcool pentru ca acesta să îl susțină în fața Graziellei, lucru pe care acesta îl acceptă. Din acel moment, Sirk recurge la forță pentru a-și duce la capăt gândurile legate de Graziella, dar aceasta cere protecția Kav-gerului. Drept răzbunare, Sirk îl înjunghie pe Halg, care însă scapă cu viață, și e ucis de câinele Kav-gerului. La finalul cărții, Halg devine patronul unei pescării și se căsătorește cu Graziella.

### Alte câteva personaje: violonistul bețiv, socialistul, etc.
Talentatul violonist alcoolic, germanul Fritz Gross: nu e bun la nimic altceva decât la băutură, care îl ajută să devină un virtuoz. Moare sărac lipit, iar vioara lui îi este oferită de Kav-ger marelui admirator al violonistului, Sand… 
Socialistul Ferdinand Beauval trage sforile pentru a fi ales președinte. Indolent, incapabil să ia o decizie, este victima unei revolte populare, în urma căreia Kav-gerul decide să preia conducerea coloniei. Jules Verne și-a arăta și în altă carte a sa, Mathias Sandorf (1885), interesul pentru teoriile socialiste.
Irlandezul Patterson este un avar, dar și un muncitor destoinic și un om orgolios. El face bani furnizând alcool altora, dar, în urma unei catastrofe naturale, pierde tot ce a câștigat pe spinarea comunității. Când i se ivește ocazia de a câștiga mulți bani, permițând intrarea unei armate inamice de indieni patagonezi în oraș, profită de ocazie. Trădarea lui fiind descoperită, este exilat pe viață de pe insulă.
Comunistul Lewis Dorick este adeptul teoriei că toate bunurile aparțin tuturor, pe care însă o aplică într-un mod propriu: el nu muncește nimic și consideră că aceia care au obținut ceva prin munca lor sunt obligați să își împartă bunurile cu el. Violent, dornic să distrugă orice formă socială, este împins în pragul nebuniei de dorința de a-l elimina pe Kav-ger, căzând victimă tentativei de asasinat pregătită pentru acesta. 
Sirdey și Kennedy, doi foști membri ai echipajului navei Jonathan, sunt leneși și lacomi, căutând mereu să fure și să tragă foloase de pe urma tuturor intrigilor. Aliindu-se cu indienii patagonezi în încercarea acestora de a cuceri insula Hoste, Sirdey eșuează și este ucis în chip barbar chiar de camarazii săi. Mai isteț decât fostul său tovarăș, Kennedy profită de șansa oferită de Kav-ger, care îl iartă de pedeapsa cu moartea și se îmbogățește furând aurul prospectorilor.
Câinele Zolg: pornește în urmărirea lui Sirk și îl omoară, răzbunând înjungherea lui Halg. Pasajul amintește de un alt roman al lui Jules Verne "Căpitanul Hatteras", în care câinele Duk este un personaj în adevăratul sens al cuvântului, mai important decât cel care dă titlul romanului.

### Geografia insulei Hoste
Conform prezentării făcute de Jules Verne, insula Hoste are cincizeci de kilometri pe o sută, fără peninsula Hargy, "încovoiată ca o seceră și al cărei cap este cunoscut sub numele de Falsul Cap Horn".
Fața insulei care dă către ocean este foarte neregulată, în timp ce fața dinspre arhipelagul Țării de Foc este rectilinie, fiind separată de acesta prin canalul Beagle. Jonathan a eșuat între Baia Orange și Baia Scotchwell.
Celelalte insule menționate în carte sunt Hermitte, Herschell, Horn, Wollaston, care formează arhipelagul Capului Horn.

## Teme abordate în cadrul romanului
- Goana după îmbogățire, temă prezentă și în alte opere, printre care Vulcanul de aur, Uimitoarele peripeții ale jupânului Antifer și Goana după meteor
- Diferite modalități de guvernare (Verne a mai analizat două sisteme opuse de guvernare și în Cele 500 de milioane ale Begumei):
  - anarhismul - reprezentat de Kav-ger, care este obligat să acționeze împotriva ideilor sale
  - socialismul - reprezentat de francezul Ferdinand Beauval, un este leneș și un incapabil
  - comunismul - reprezentat de americanul Lewis Dorick, un om care cauzează doar necazuri

## Lista personajelor
| - Kav-gerul - Halg - Dick - Sand - Lazare Ceroni - Tulli Ceroni - Graziella Ceroni | - Sirk - Ferdinand Beauval - Lewis Dorick - Fritz Gross - Câinele Zolg |

## Traduceri în limba română
- perioada interbelică - Naufragiații de pe "Jonathan" (2 vol.), Ed. Cugetarea, traducere Jean Popescu-Hârșova, 288 pag.
- 2002 - În Magellania, Ed. Niculescu
- 2005 - Naufragiații de pe Jonathan, Ed. Lucman, traducere Jean Popescu-Hârșova, 350 pag., ISBN 973-723-044-2
- 2010 - Naufragiații de pe Jonathan, Ed. Erc Press, București, Colecția "Jules Verne", vol. 4, traducere Jean Popescu-Hârșova, 336 pag., ISBN 978-973-157-935-1